# مانويل ماتياس
مانويل ماتياس (بالبرتغالية: Manuel Matias‏) هو عداء مراثوني برتغالي، ولد في 30 مارس 1962 في Ferreira do Alentejo ‏ في البرتغال.

## وصلات خارجية
- مانويل ماتياس على موقع الاتحاد الدولي لألعاب القوى (الإنجليزية)
- مانويل ماتياس على موقع الاتحاد الأوروبي لألعاب القوى (الإنجليزية)
- مانويل ماتياس على موقع رابطة إحصائيات سباق الطريق (الإنجليزية)
- مانويل ماتياس على موقع اللجنة الأولمبية الدولية (الإنجليزية)
- مانويل ماتياس على موقع أوليمبيديا (الإنجليزية)